# Dog in the Sand
Dog in the Sand è il terzo album in studio del gruppo musicale Frank Black and the Catholics, pubblicato nel 2001.

## Tracce
1. Blast Off – 7:13
2. I've Seen Your Picture – 2:51
3. St. Francis Dam Disaster – 5:02
4. Robert Onion – 4:00
5. Stupid Me – 2:31
6. Bullet – 3:53
7. The Swimmer – 2:48
8. Hermaphroditos – 4:12
9. I'll Be Blue – 3:34
10. Llano del Rio – 4:14
11. If It Takes All Night – 3:19
12. Dog in the Sand – 3:48

## Formazione
- Frank Black – voce, chitarra
- Scott Boutier – batteria, voce
- Eric Drew Feldman – tastiera, voce
- Rich Gilbert – chitarra, pedal steel guitar, tastiera, voce
- David McCaffery – basso, voce
- Dave Phillips – chitarra, pedal steel guitar, voce
- Joey Santiago – chitarra
- Moris Tepper – chitarra, banjo, bihuela
- Nick Vincent – percussioni